# Torneo Adecuación Primera "A" 2023 (AFO)
El Torneo Adecuación 2023 de la Primera "A" fue la 102.ª edición del principal torneo de la Asociación de Fútbol Oruro.

## Información de la temporada
La temporada 2023 de la AFO constó de dos torneos: uno llamado "Adecuación" y otro siendo el torneo "Clausura". El primer torneo se jugó en un formato de "todos contra todos" a una sola ronda, dando un total de 9 fechas. Este certamen clasificó exclusivamente a los tres primeros lugares a la Copa Simón Bolívar 2023, que se espera que se juegue entre los meses de febrero y marzo. El segundo torneo si definió a los clubes que descendieron de categoría y posiblemente, también a los clubes que representaron al departamento en la Copa Simón Bolívar 2024.

## Equipos participantes

### Ascensos y descensos
La Asociación de Fútbol Oruro para la temporada 2023 sumó un equipo de la Primera "B" y sufrió el descenso de dos clubes de la primera "A". En el primer torneo, serán diez los clubes participantes, ante la ausencia comunicada del club Deportivo Escara, que solicitó su permiso al tratarse de un torneo adecuación para no participar y sin recibir sanción. Aún no se sabe, si el club retornará en el segundo torneo de la temporada, ni si el cupo de descenso a la categoría Primera "B" se hará efectivo en caso de que no lo haga.
| Pos | Ascendidos a la Primera A |
| --- | ------------------------- |
| 1.º | Aurora                    |

| Pos  | Descendido a la Primera B |
| ---- | ------------------------- |
| 11.º | Deportivo Kala            |
| Pos  | Equipos en receso         |
|      | Deportivo Escara          |

### Información de los clubes
| Equipo                 | Ciudad  | Fecha de fundación      | Estadio                         | Capacidad |
| ---------------------- | ------- | ----------------------- | ------------------------------- | --------- |
| AFIZ                   | Oruro   | 1 de noviembre de 2008  | Complejo Fabril                 | 1500      |
| Aurora                 | Oruro   | 1 de mayo de 1948       | Cancha Auxiliar "C" J. Bermúdez | 1000      |
| CDT Real Oruro         | Oruro   | 30 de abril de 1962     | Complejo Regimiento Camacho     | 1300      |
| Deportivo Shalon       | Oruro   | 9 de mayo de 1999       | Complejo Fabril                 | 1500      |
| Empresa Minera Huanuni | Huanuni | 2 de febrero de 2012    | Estadio Manuel Flores           | 10.000    |
| Gualberto Villarroel   | Oruro   | 16 de julio de 1968     | Complejo Húngaros del 55        | 5000      |
| Ingenieros             | Oruro   | 4 de julio de 1920      | Cancha Gilberto Fiengo          | 1000      |
| Oruro Royal            | Oruro   | 26 de mayo de 1896      | Estadio Royal                   | 2500      |
| San Isidro             | Oruro   | 30 de noviembre de 1956 | Cancha Auxiliar "C" J. Bermúdez | 1000      |
| SUR-CAR                | Oruro   | 21 de marzo de 1982     | Cancha Auxiliar "C" J. Bermúdez | 1000      |

## Clasificación
| Pos. | Equipo                  | Pts. | PJ | G | E | P | GF | GC | Dif. | Clasificación                                       |
| ---- | ----------------------- | ---- | -- | - | - | - | -- | -- | ---- | --------------------------------------------------- |
| 1    | Empresa Minera Huanuni  | 22   | 9  | 7 | 1 | 1 | 26 | 9  | +17  | Campeón. Clasifica a la Copa Simón Bolívar 2023.    |
| 2    | CDT Real Oruro          | 22   | 9  | 7 | 1 | 1 | 25 | 8  | +17  | Subcampeón. Clasifica a la Copa Simón Bolívar 2023. |
| 3    | SUR-CAR                 | 21   | 9  | 7 | 0 | 2 | 30 | 9  | +21  | Clasifican a la Copa Simón Bolívar 2023.            |
| 4    | Gualberto Villarroel SJ | 19   | 9  | 6 | 1 | 2 | 17 | 10 | +7   | Clasifican a la Copa Simón Bolívar 2023.            |
| 5    | Oruro Royal Club        | 14   | 9  | 4 | 2 | 3 | 23 | 21 | +2   |                                                     |
| 6    | San Isidro              | 13   | 9  | 4 | 1 | 4 | 19 | 16 | +3   |                                                     |
| 7    | Deportivo Shalon        | 9    | 9  | 2 | 3 | 4 | 17 | 17 | 0    |                                                     |
| 8    | Aurora                  | 4    | 9  | 1 | 1 | 7 | 9  | 27 | −18  |                                                     |
| 9    | Ingenieros              | 3    | 9  | 1 | 0 | 8 | 2  | 18 | −16  |                                                     |
| 10   | AFIZ                    | 3    | 9  | 1 | 0 | 8 | 10 | 43 | −33  |                                                     |

Actualizado a los partidos jugados el 2 de abril de 2023.
 Fuente: ParaelFutbol.com

## Resultados
| Fecha 1          | Fecha 1   | Fecha 1              | Fecha 1                       | Fecha 1      | Fecha 1 | Fecha 1 |
| Local            | Resultado | Visitante            | Estadio                       | Fecha        | Hora    |         |
| ---------------- | --------- | -------------------- | ----------------------------- | ------------ | ------- | ------- |
| Aurora           | 1 - 3     | San Isidro           | Jesús Bermúdez, Oruro         | 4 de febrero | 13:20   |         |
| Oruro Royal      | 1 - 1     | E. M. Huanuni        | Jesús Bermúdez, Oruro         | 4 de febrero | 15:30   |         |
| Ingenieros       | 0 - 2     | SUR-CAR              | Cancha Gilberto Fiengo, Oruro | 5 de febrero | 08:00   |         |
| CDT Real Oruro   | 4 - 1     | AFIZ                 | Jesús Bermúdez, Oruro         | 5 de febrero | 13:20   |         |
| Deportivo Shalón | 1 - 1     | Gualberto Villarroel | Jesús Bermúdez, Oruro         | 5 de febrero | 15:00   |         |

| Fecha 2              | Fecha 2   | Fecha 2          | Fecha 2                       | Fecha 2       | Fecha 2 | Fecha 2 |
| Local                | Resultado | Visitante        | Estadio                       | Fecha         | Hora    |         |
| -------------------- | --------- | ---------------- | ----------------------------- | ------------- | ------- | ------- |
| E. M. Huanuni        | 2 - 0     | Ingenieros       | Cancha Gilberto Fiengo, Oruro | 8 de febrero  | 12:00   |         |
| Gualberto Villarroel | 0 - 4     | SUR-CAR          | Cancha Gilberto Fiengo, Oruro | 9 de febrero  | 10:00   |         |
| San Isidro           | 2 - 2     | Deportivo Shalón | Cancha Gilberto Fiengo, Oruro | 9 de febrero  | 12:00   |         |
| Oruro Royal          | 2 - 2     | CDT Real Oruro   | Cancha Gilberto Fiengo, Oruro | 9 de febrero  | 14:00   |         |
| AFIZ                 | 2 - 1     | Aurora           | Estadio Royal, Oruro          | 10 de febrero | 11:30   |         |

| Fecha 3          | Fecha 3   | Fecha 3              | Fecha 3               | Fecha 3       | Fecha 3 | Fecha 3 |
| Local            | Resultado | Visitante            | Estadio               | Fecha         | Hora    |         |
| ---------------- | --------- | -------------------- | --------------------- | ------------- | ------- | ------- |
| Ingenieros       | 0 - 1     | Gualberto Villarroel | Estadio Royal, Oruro  | 15 de febrero | 10:00   |         |
| Aurora           | 1 - 5     | Oruro Royal          | Jesús Bermúdez, Oruro | 15 de febrero | 13:20   |         |
| Deportivo Shalon | 8 - 1     | AFIZ                 | Jesús Bermúdez, Oruro | 15 de febrero | 15:30   |         |
| CDT Real Oruro   | 1 - 0     | E. M. Huanuni        | Jesús Bermúdez, Oruro | 16 de febrero | 13:20   |         |
| SUR-CAR          | 2 - 0     | San Isidro           | Jesús Bermúdez, Oruro | 16 de febrero | 15:30   |         |

| Fecha 4        | Fecha 4   | Fecha 4              | Fecha 4            | Fecha 4    | Fecha 4 | Fecha 4 |
| Local          | Resultado | Visitante            | Estadio            | Fecha      | Hora    |         |
| -------------- | --------- | -------------------- | ------------------ | ---------- | ------- | ------- |
| CDT Real Oruro | 3 - 1     | Aurora               | Jesús Bermúdez     | 25/02/2023 | 13:20   |         |
| E. M. Huanuni  | 3 - 1     | Gualberto Villarroel | Jesús Bermúdez     | 25/02/2023 | 15:30   |         |
| San Isidro     | 5 - 0     | Ingenieros           | Cancha Oruro Royal | 26/02/2023 | 07:50   |         |
| Oruro Royal    | 5 - 3     | Deportivo Shalon     | Jesús Bermúdez     | 26/02/2023 | 13:20   |         |
| AFIZ           | 1 - 5     | SUR-CAR              | Jesus Bermúdez     | 26/02/2023 | 15:30   |         |

| Fecha 5              | Fecha 5   | Fecha 5          | Fecha 5            | Fecha 5    | Fecha 5 | Fecha 5 |
| Local                | Resultado | Visitante        | Estadio            | Fecha      | Hora    |         |
| -------------------- | --------- | ---------------- | ------------------ | ---------- | ------- | ------- |
| Aurora               | 2 - 3     | E.M.Huanuni      | Jesús Bermúdez     | 04/03/2023 | 13:20   |         |
| Gualberto Villarroel | 2 - 1     | San Isidro       | Jesús Bermúdez     | 04/03/2023 | 15:30   |         |
| Ingenieros           | 1 - 0     | AFIZ             | Cancha Oruro Royal | 05/03/2023 | 08:50   |         |
| CDT Real Oruro       | 3 - 0     | Deportivo Shalon | Jesús Bermúdez     | 05/03/2023 | 13:20   |         |
| SUR-CAR              | 5 - 1     | Oruro Royal      | Jesus Bermúdez     | 05/03/2023 | 15:30   |         |

| Fecha 6        | Fecha 6   | Fecha 6              | Fecha 6            | Fecha 6    | Fecha 6 | Fecha 6 |
| Local          | Resultado | Visitante            | Estadio            | Fecha      | Hora    |         |
| -------------- | --------- | -------------------- | ------------------ | ---------- | ------- | ------- |
| AFIZ           | 0 - 3     | Gualberto Villarroel | Jesús Bermúdez     | 11/03/2023 | 13:20   |         |
| Oruro Royal    | 2 - 1     | Ingenieros           | Jesús Bermúdez     | 11/03/2023 | 15:30   |         |
| Aurora         | 1 - 1     | Deportivo Shalon     | Cancha Oruro Royal | 12/03/2023 | 07:50   |         |
| E. M. Huanuni  | 2 - 1     | San Isidro           | Jesús Bermúdez     | 12/03/2023 | 13:20   |         |
| CDT Real Oruro | 3 - 1     | SUR-CAR              | Jesus Bermúdez     | 12/03/2023 | 15:30   |         |

| Fecha 7              | Fecha 7   | Fecha 7        | Fecha 7            | Fecha 7    | Fecha 7 | Fecha 7 |
| Local                | Resultado | Visitante      | Estadio            | Fecha      | Hora    |         |
| -------------------- | --------- | -------------- | ------------------ | ---------- | ------- | ------- |
| SUR-CAR              | 8 - 1     | Aurora         | Jesus Bermúdez     | 18/03/2022 | 13:20   |         |
| Ingenieros           | 0 - 3     | CDT Real Oruro | Jesus Bermúdez     | 18/03/2023 | 15:30   |         |
| San Isidro           | 4 - 2     | AFIZ           | Cancha Oruro Royal | 19/03/2022 | 07:50   |         |
| Deportivo Shalon     | 0 - 2     | E. M. Huanuni  | Jesus Bermúdez     | 19/03/2023 | 13:20   |         |
| Gualberto Villarroel | 4 - 0     | Oruro Royal    | Jesus Bermúdez     | 19/03/2023 | 15:30   |         |

| Fecha 8          | Fecha 8   | Fecha 8              | Fecha 8            | Fecha 8     | Fecha 8 | Fecha 8 |
| Local            | Resultado | Visitante            | Estadio            | Fecha       | Hora    |         |
| ---------------- | --------- | -------------------- | ------------------ | ----------- | ------- | ------- |
| E. M. Huanuni    | 10 - 1    | AFIZ                 | Jesús Bermúdez     | 25 de Marzo | 13:20   |         |
| Oruro Royal      | 0 - 3     | San Isidro           | Jesús Bermúdez     | 25 de Marzo | 15:30   |         |
| Aurora           | 1 - 0     | Ingenieros           | Cancha Oruro Royal | 26 de Marzo | 08:50   |         |
| Deportivo Shalon | 0 - 1     | SUR-CAR              | Jesús Bermúdez     | 26 de Marzo | 13:20   |         |
| CDT Real Oruro   | 1 - 3     | Gualberto Villarroel | Jesús Bermúdez     | 26 de Marzo | 15:30   |         |

| Fecha 9              | Fecha 9   | Fecha 9          | Fecha 9            | Fecha 9    | Fecha 9 | Fecha 9 |
| Local                | Resultado | Visitante        | Estadio            | Fecha      | Hora    |         |
| -------------------- | --------- | ---------------- | ------------------ | ---------- | ------- | ------- |
| AFIZ                 | 2 - 7     | Oruro Royal      | Jesús Bermúdez     | 1 de abril | 13:20   |         |
| Gualberto Villarroel | 2 - 0     | Aurora           | Jesús Bermúdez     | 1 de abril | 15:30   |         |
| Ingenieros           | 1 - 2     | Deportivo Shalon | Cancha Oruro Royal | 2 de abril | 8:50    |         |
| San Isidro           | 0 - 5     | CDT Real Oruro   | Jesús Bermúdez     | 2 de abril | 13:20   |         |
| SUR-CAR              | 2 - 3     | E.M. Huanuni     | Jesús Bermúdez     | 2 de abril | 15:30   |         |

### Partido de desempate
Los equipos de CDT Real Oruro y Empresa Minera Huanuni empataron en puntos en la primera posición, por lo que definieron en un partido extra el campeonato.

#### Ficha del partido
| 1          | Guardameta     | Jorge Serra      |     |
| 3          | Defensa        | José Medrano     |     |
| 4          | Defensa        | Sergio Pardo     |     |
| 8          | Defensa        | Raúl Balderrama  | 75' |
| 20         | Defensa        | Jorge Ayala      | 20' |
| 6          | Centrocampista | Ángel Bravo      |     |
| 10         | Centrocampista | Regis de Souza   |     |
| 23         | Centrocampista | Fernando Kuqui   | 75' |
| 25         | Centrocampista | Rubén García     |     |
| 11         | Delantero      | Antonio de Amaro |     |
| 19         | Delantero      | Leider González  | 84' |
| Entrenador | Entrenador     | Deny Herrera     |     |

| 1          | Guardameta     | Juan García         |     |
| 2          | Defensa        | Víctor Chila        |     |
| 3          | Defensa        | Mauricio Delgadillo |     |
| 4          | Defensa        | Josué Prieto        | 75' |
| 27         | Defensa        | Rafael Díaz         |     |
| 8          | Centrocampista | Juan Carlos Morales | 46' |
| 17         | Centrocampista | Aldair Mamani       |     |
| 21         | Centrocampista | Pedro Moreira       |     |
| 28         | Centrocampista | Jhair Apaza         |     |
| 9          | Delantero      | Yerson Gutiérrez    |     |
| 11         | Delantero      | Miguel Bengolea     | 65' |
| Entrenador | Entrenador     | Domingo Sánchez     |     |

| 5  | Defensa        | Iván León     | 20' |
| 17 | Centrocampista | Carlos Berrio | 71' |
| 29 | Centrocampista | Jhimmy Ojeda  | 84' |
| 24 | Delantero      | Moisés Román  | 84' |

| 7  | Delantero      | Alexis Bravo    | 46' |
| 18 | Delantero      | Alberto Pinto   | 57' |
| 10 | Centrocampista | Gabriel Sobrero | 57' |

| Anotado | 81' | Ángel Bravo | 1–0 |

| Otorgado · Expulsado | 61' | Sergio Pardo |

| Árbitro             | Javier Revollo |
| Árbitros asistentes | Jesús Ramírez  |
| Árbitros asistentes | Jesús Antonio  |
| Cuarto árbitro      | Álvaro Campos  |

| 1          | Guardameta     | Jorge Serra      |     |
| 3          | Defensa        | José Medrano     |     |
| 4          | Defensa        | Sergio Pardo     |     |
| 8          | Defensa        | Raúl Balderrama  | 75' |
| 20         | Defensa        | Jorge Ayala      | 20' |
| 6          | Centrocampista | Ángel Bravo      |     |
| 10         | Centrocampista | Regis de Souza   |     |
| 23         | Centrocampista | Fernando Kuqui   | 75' |
| 25         | Centrocampista | Rubén García     |     |
| 11         | Delantero      | Antonio de Amaro |     |
| 19         | Delantero      | Leider González  | 84' |
| Entrenador | Entrenador     | Deny Herrera     |     |

| 1          | Guardameta     | Juan García         |     |
| 2          | Defensa        | Víctor Chila        |     |
| 3          | Defensa        | Mauricio Delgadillo |     |
| 4          | Defensa        | Josué Prieto        | 75' |
| 27         | Defensa        | Rafael Díaz         |     |
| 8          | Centrocampista | Juan Carlos Morales | 46' |
| 17         | Centrocampista | Aldair Mamani       |     |
| 21         | Centrocampista | Pedro Moreira       |     |
| 28         | Centrocampista | Jhair Apaza         |     |
| 9          | Delantero      | Yerson Gutiérrez    |     |
| 11         | Delantero      | Miguel Bengolea     | 65' |
| Entrenador | Entrenador     | Domingo Sánchez     |     |

| 5  | Defensa        | Iván León     | 20' |
| 17 | Centrocampista | Carlos Berrio | 71' |
| 29 | Centrocampista | Jhimmy Ojeda  | 84' |
| 24 | Delantero      | Moisés Román  | 84' |

| 7  | Delantero      | Alexis Bravo    | 46' |
| 18 | Delantero      | Alberto Pinto   | 57' |
| 10 | Centrocampista | Gabriel Sobrero | 57' |

| Anotado | 81' | Ángel Bravo | 1–0 |

| Otorgado · Expulsado | 61' | Sergio Pardo |

| Árbitro             | Javier Revollo |
| Árbitros asistentes | Jesús Ramírez  |
| Árbitros asistentes | Jesús Antonio  |
| Cuarto árbitro      | Álvaro Campos  |

## Clasificados a la Copa Simón Bolívar
| Campeón                |
| ---------------------- |
|                        |
| Empresa Minera Huanuni |
| 1.° título             |

|                           |                      |                                              |
| CDT Real Oruro Subcampeón | SUR-CAR Tercer lugar | Gualberto Villarroel - San José Cuarto lugar |

## Estadísticas

### Torneo Adecuación

#### Máximos goleadores
| Pos. | Jugador                | Goles | Club                   |
| ---- | ---------------------- | ----- | ---------------------- |
| 1    | Matías Vicedo          | 11    | Sur-Car                |
| 2    | João Vinicius          | 10    | Sur-Car                |
| 3    | Gonzalo Barboza        | 7     | Deportivo Shalon       |
| =    | Yerson David Gutiérrez | 7     | CDT Real Oruro         |
| =    | Kevin Ríos             | 7     | Empresa Minera Huanuni |
| 6    | Antonio de Amargo      | 6     | Empresa Minera Huanuni |
| 7    | Fidel Ramos            | 5     | Oruro Royal Club       |